# Veronica Gambara

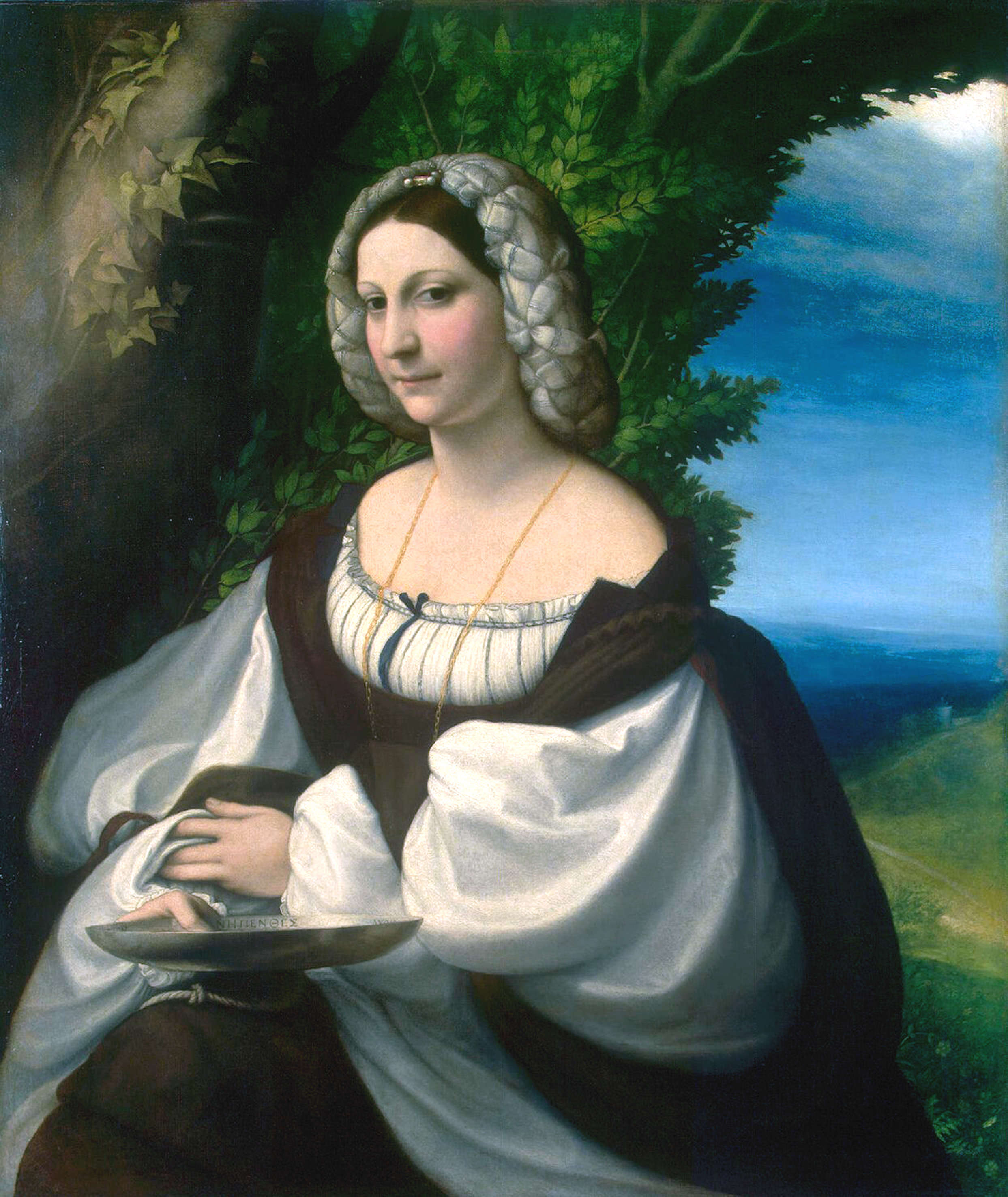
Antonio da Correggio, Portret Veroniki Gambary

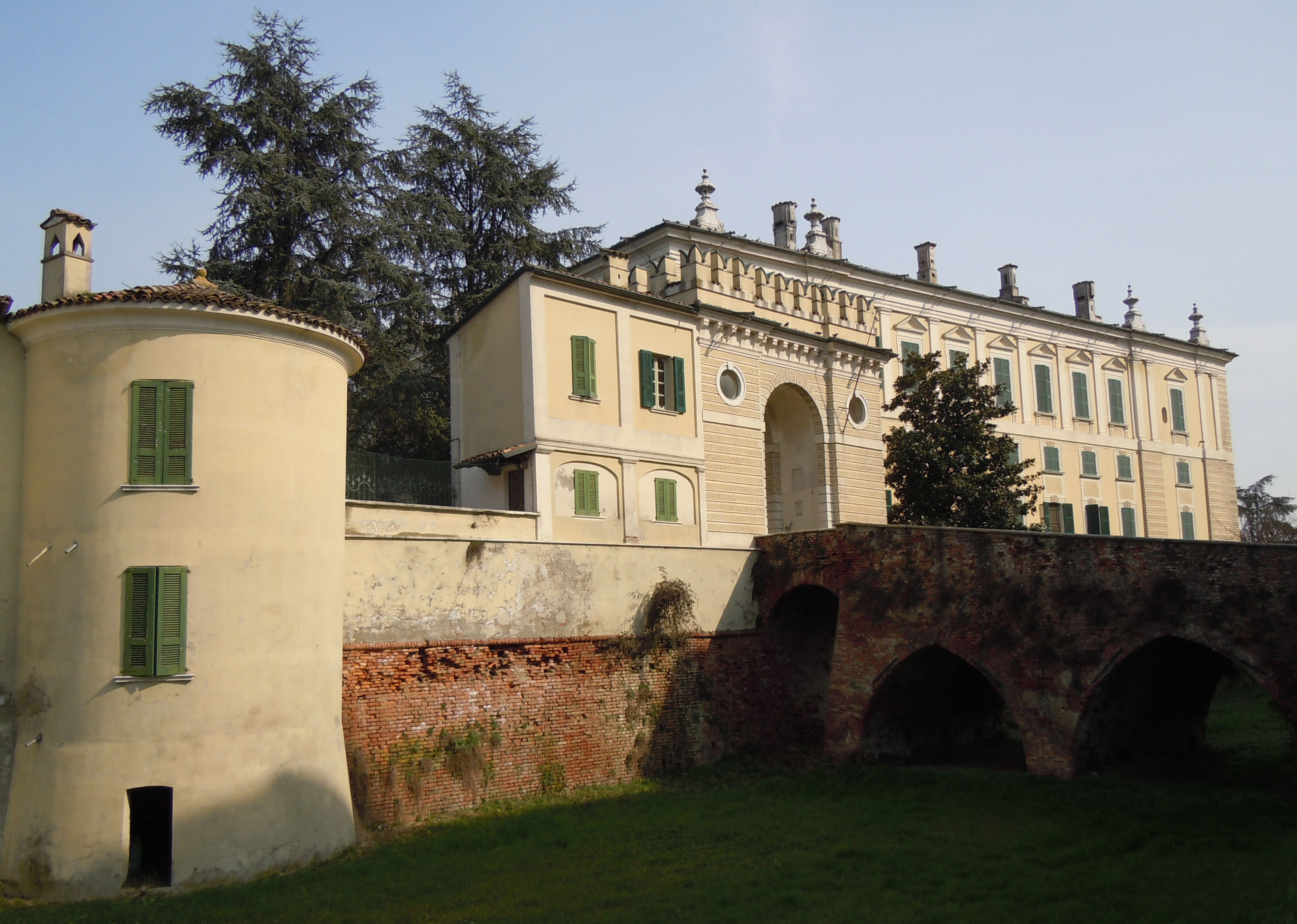
Pałac w Pralboino, rezydencja Veroniki Gambary

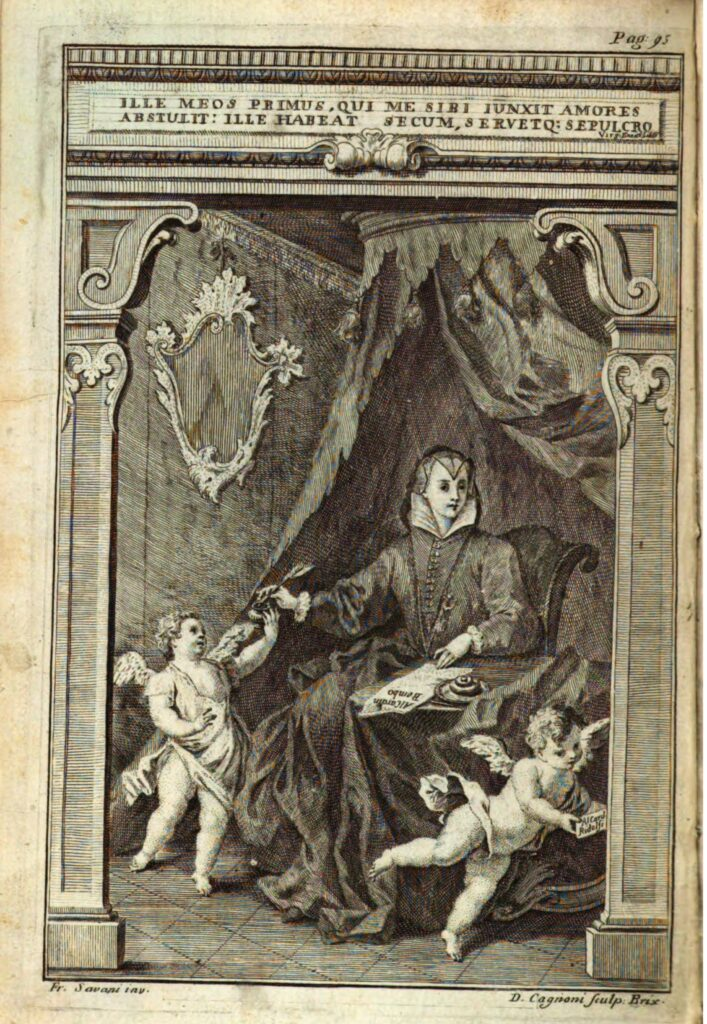
Veronica Gambara pisząca list do Pietra Bemba

Veronica Gambara (ur. 1485, zm. 1550) – arystokratka i poetka włoska.

## Życiorys
Veronica Gambara urodziła się w nocy z 29 na 30 listopada 1485 w Pratalboino (obecnie Pralboino) w rejonie Brescii. Jej rodzicami byli hrabia Gianfrancesco da Gambara i Alda Pio da Carpi. Otrzymała staranne, klasyczne wykształcenie. Czytała i pisała wiersze po łacinie. Miała młodszą siostrę, Isottę, z którą się razem uczyła. Isotta zmarła jako panna. Veronica zaręczyła się w 1508 ze swoim kuzynem Gibertem X, hrabią Correggio, który był wdowcem. Nie miał męskiego potomka, tylko dwie córki ze związku z Violante Pico, potomkinią Giovanniego Pica della Mirandola. Veronica miała 23 lata, jej wybranek 50. Ślub odbył się w Amalfi w 1509. Miała z nim dwóch synów Ippolita (ur. 1510) i Girolama (ur. 1511). Gilberto zmarł w 1518. Veronica już nigdy nie wyszła za mąż. Cieszyła się przychylnością cesarza Karola V. Zajęła się wychowaniem synów i zarządzaniem majątkiem. Zmarła 13 czerwca 1550. Została pochowana obok swojego męża.

## Twórczość
Veronica Gambara tworzyła poezje liryczne. Pisała przede wszystkim sonety. Prowadziła przy ich użyciu dyskusje z Pietrem Bembem, który rozpoznał jej talent. Tworzyła też oktawy.